# Climat de la Birmanie

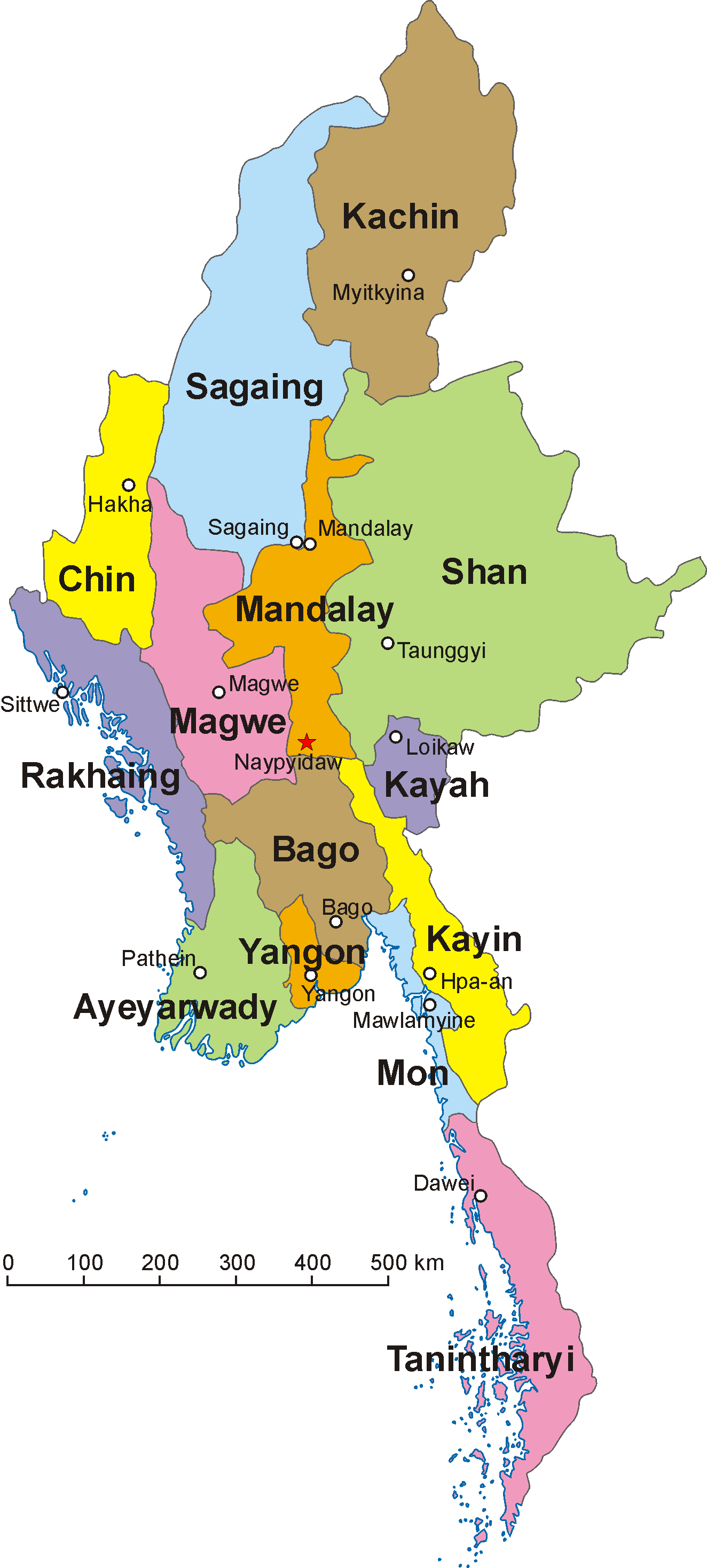
Les quatorze divisions administratives de la Birmanie et leurs capitales (États et régions).

Le climat de la Birmanie varie selon l'endroit et dans les hautes terres, selon l'altitude. Le climat est subtropical / tropical à moussons ou dit "Am" selon la classification de Köppen et a trois saisons, un "hiver frais de novembre à février, une saison estivale chaude en mars et avril et une saison des pluies de mai à octobre, dominée par la mousson du sud-ouest".
Une grande partie de la Birmanie se situe entre le tropique du Cancer et l'équateur. Il se situe dans la région des moussons d'Asie, ses régions côtières recevant plus de 5 000 mm de pluie par an. Les précipitations annuelles dans la région delta sont d'environ 2 500 mm, tandis que les précipitations annuelles moyennes dans la zone sèche dans le centre du Myanmar est inférieur à 1 000 mm. Les régions du nord du Myanmar sont les plus fraîches, avec des températures moyennes de 21 °C. Les régions côtières et deltas ont une température maximale moyenne de 32 °C.
Le climat du Myanmar, ou de la Birmanie, a un impact significatif sur les arrivées de touristes. Les touristes ont tendance à éviter la saison des pluies et à voyager pendant la saison sèche qui s'étend de novembre à avril avec des afflux de pointe survenant entre décembre et février.

## Régions
Le Myanmar compte trois zones agro-écologiques et huit régions physiographiques.

### Zones agro-écologiques
- Zone côtière
- Zone sèche centrale
- Zone vallonnée

### Régions physiographiques
- Côte Rakhine ou anciennement état d'Arakan
- Delta de l'Ayeyarwady ou région d'Ayeyarwady
- Delta de Yangon ou région de Yangon avec l'ancienne capitale nationale Rangoun
- Côte sud du Myanmar
- Zone sèche centrale
- Ouest Hilly
- Nord vallonné
- Est vallonné

## Catastrophes

### Sécheresses
La hausse des températures et l'augmentation de la sécheresse au Myanmar ont entraîné une diminution des sources d'eau dans les villages dans tout le pays, détruit les rendements agricoles des pois, de la canne à sucre, des tomates et du riz, et devraient continuer à avoir des effets négatifs sur la production agricole et la sécurité alimentaire. destruction des cultures et érosion des sols à long terme. Il existe une forte dépendance à l’agriculture pluviale, car plus de 70% des moyens de subsistance de la population dépendent du capital naturel et 40% des Le PIB dépend de l'agriculture, de l'élevage, de la pêche et de la sylviculture,. Dans la zone sèche du Myanmar, plus de sécheresses extrêmes et des pertes de services écosystémiques naturels qui jouent un rôle dans la rétention des sédiments, forcent les habitants des zones plus rurales à parcourir des kilomètres pour trouver de l'eau là où les lacs n'ont pas séché, ce qui pose des problèmes de subsistance considérables.

### Moussons
En août 2015, les inondations extrêmes causées par les pluies de mousson ont tué 27 personnes et touché plus de 150 000 personnes dans la région de Sagaing et en juillet 2018, plus de 120 000 personnes dans sept régions ont été déplacées de leurs maisons en raison également des fortes pluies de mousson, nombre de morts atteignant au moins 10 personnes,.

## Impacts climatiques

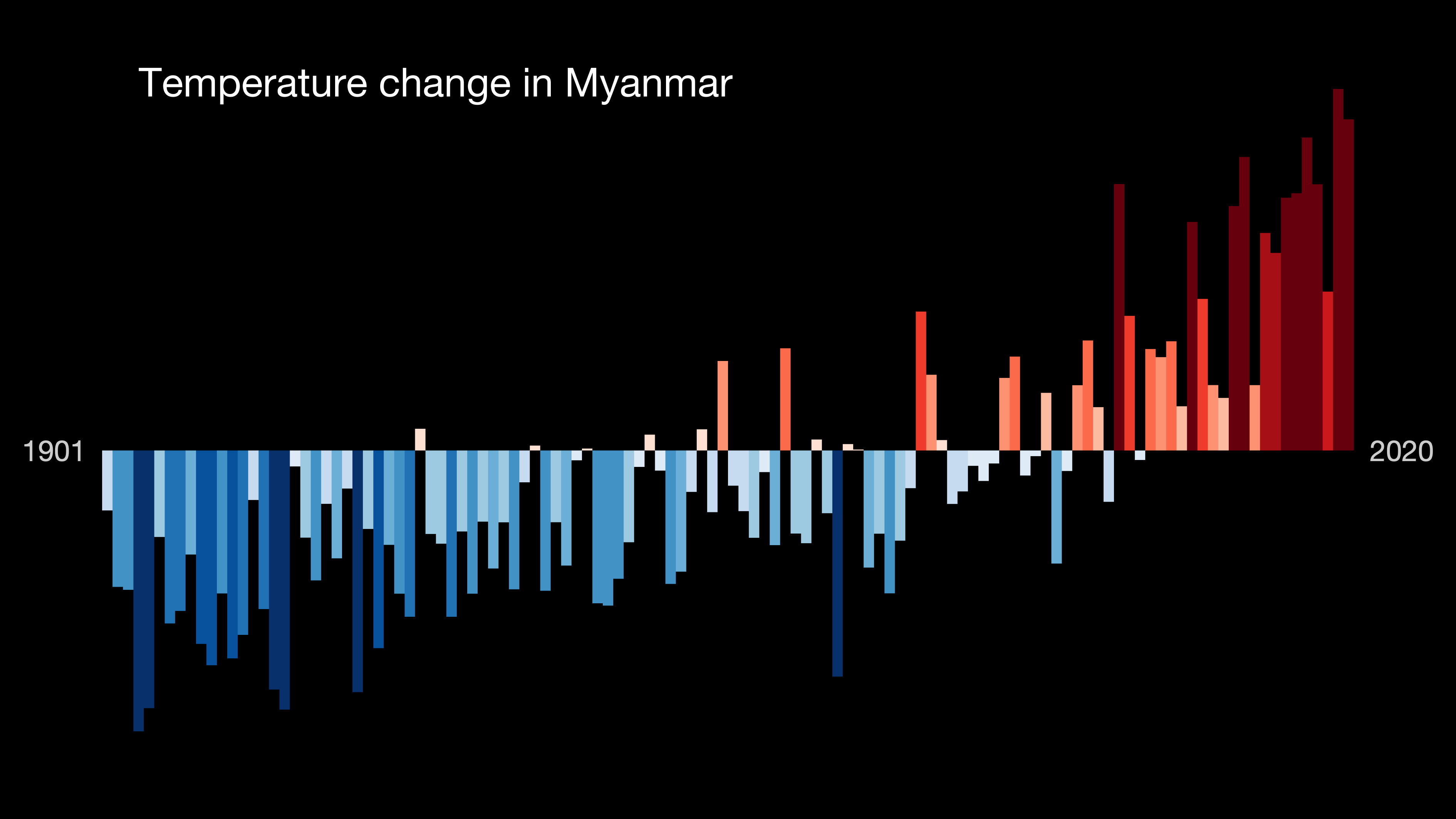
Variation des écarts de températures annuelles au Myanmar entre 1900 et 2020 par rapport à la moyenne entre 1970 et 2000 montrant un phénomène de réchauffement climatique au cours des dernières décennies.

Certains chercheurs et organisations ont prédit que les impacts climatiques pourraient constituer un danger,. Pour lutter contre d'éventuelles difficultés, le gouvernement du Myanmar a manifesté son intérêt pour développer son utilisation des énergies renouvelables et réduire son niveau d'émissions de carbone. Les groupes impliqués dans l'aide au Myanmar dans sa transition et ses progrès comprennent le Programme des Nations Unies pour l'environnement, l'Alliance du Myanmar pour le changement climatique (MCCA) et le Ministère des ressources naturelles et de la conservation de l'environnement (Myanmar) (en). En avril 2015, il a été annoncé que la Banque mondiale et le Myanmar entreraient dans un cadre de partenariat complet visant à améliorer l'accès à l'électricité et aux autres services de base pour environ six millions de personnes et devraient profter à trois millions de femmes enceintes et d'enfants grâce à des services de santé améliorés. Le Myanmar a également acquis un financement et une planification appropriée, qui visent à mieux préparer le pays aux effets du changement climatique en adoptant des programmes qui enseignent à sa population de nouvelles méthodes agricoles, reconstruisent ses infrastructures avec des matériaux résilients aux catastrophes naturelles et font la transition de divers secteurs vers la réduction émissions de gaz à effet de serre.
À cette fin, le pays a également adhéré à l'Accord de Paris sur le climat des Nations unies en 2016,, a créé la politique nationale du Myanmar sur le changement climatique en 2017, a soumis son nouveau climat plan d'action à la Convention-cadre des Nations Unies sur les changements climatiques, et a élaboré la stratégie et le plan d'action sur le changement climatique au Myanmar,. En même temps, La capacité technique de l'État du Myanmar à mener des négociations internationales sur les changements climatiques et à mettre en œuvre les accords environnementaux reste limitée et le pays a besoin d'une assistance extérieure pour améliorer ses capacités techniques.

### Ajustement dans la zone sèche
Le gouvernement du Myanmar, le Programme des Nations unies pour le développement et le Fonds d'adaptation au changement climatique mettent en œuvre des programmes visant à fournir aux agriculteurs les ressources, les connaissances et les outils nécessaires pour soutenir de bonnes récoltes, malgré les changements climatiques. Prévu pour réduire l’insécurité alimentaire et les pertes dues aux événements climatiques extrêmes dans 42 000 ménages, le projet « Faire face aux risques liés aux changements climatiques sur les ressources en eau et la sécurité alimentaire dans la zone sèche du Myanmar » fournit des légumineuses et autres cultures spécialement conçues pour résister au climat, ainsi que des races spéciales de porcs, chèvres et volailles résistantes à la chaleur pour les agriculteurs et les ouvriers,,.
Dans le passé, les communautés frappées par la pauvreté abattent des arbres pour produire des combustibles et du bois, donc maintenant les communautés sont activement impliquées dans l'établissement et la gestion des forêts afin d'améliorer les sols. Près de 30 000 ménages de la région ont bénéficié d'une capacité accrue de captage et de stockage de l'eau sous la forme d'étangs communautaires agrandis, de construction de canaux de dérivation et de réhabilitation et la protection de plus de 4 000 hectares de micro-bassins versants. Pour aider le Myanmar à atteindre ses objectifs de 2030 en matière d'assainissement et d'hygiène de l'eau, l'organistaion "Lien Aid" continue également de collaborer avec les gouvernements locaux et les dirigeants communautaires pour améliorer l'accès à l'eau potable dans les villages du Myanmar.

## Rangoun
Rangoun a dans la classification de Köppen un climat équatorial à mousson.
| mois                    | jan     | fév     | mars    | avr     | mai     | juin    | jui     | août    | sept    | oct     | nov     | déc     | année   |
| ----------------------- | ------- | ------- | ------- | ------- | ------- | ------- | ------- | ------- | ------- | ------- | ------- | ------- | ------- |
| moyenne maximum °C (°F) | 31 (89) | 34 (94) | 36 (97) | 37 (99) | 33 (92) | 30 (86) | 29 (85) | 29 (85) | 30 (86) | 31 (88) | 31 (89) | 31 (88) | 32 (90) |
| moyenne minimum °C (°F) | 18 (65) | 19 (67) | 21 (71) | 24 (76) | 25 (78) | 25 (77) | 24 (76) | 24 (76) | 24 (76) | 25 (77) | 22 (73) | 19 (67) | 22 (73) |

Source: Weatherbase